# Toyota Crown
La Toyota Crown est une grande routière haut de gamme produite par le constructeur automobile Toyota, très populaire au Japon.
Le modèle actuel date de 2018. Il s'agit de la quinzième génération d'un modèle dont l'origine remonte à 1955.

## Première génération (1955 - 1962)
La première Crown apparaît en 1955 et sa conception à l'époque est en partie motivée pour répondre à une demande de la population pour la commercialisation d’un taxi, le pays étant à l'époque encore peu motorisé. Elle sort sous le label Toyopet et non Toyota, qui deviendra ensuite au Japon l'un des réseaux de distribution de la marque.

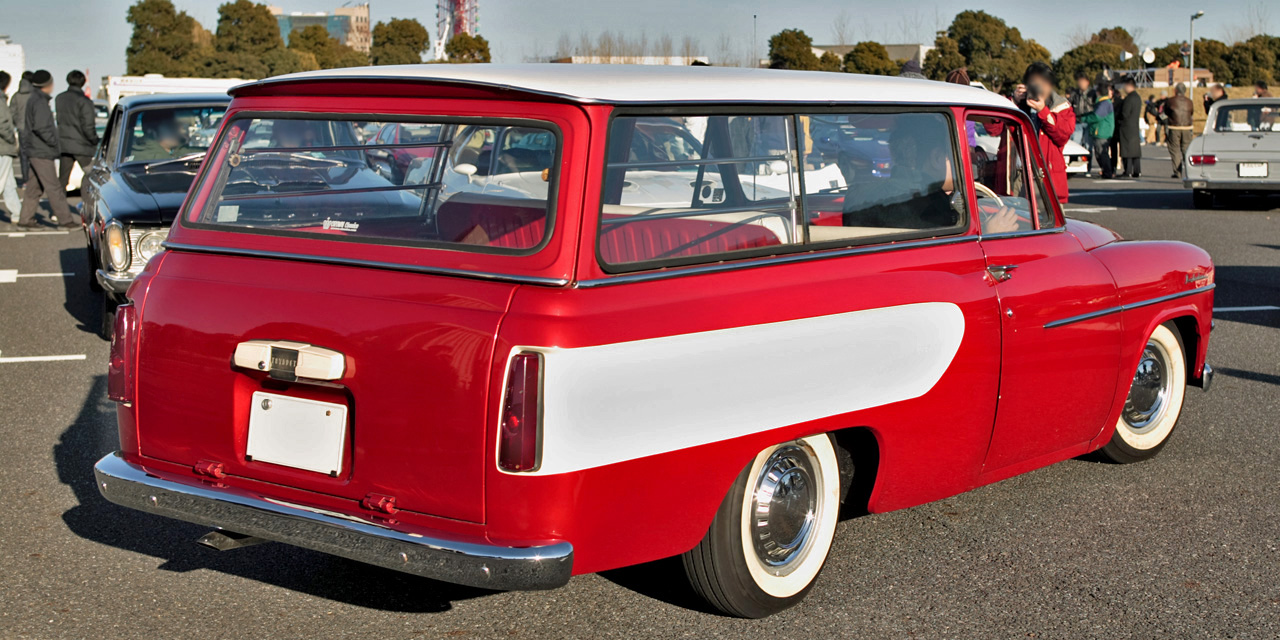
Le break Crown, appelé Toyopet Masterline Van.

Ce modèle est dessiné en interne, chez Toyota, et reprend le 1,5 litre de la RH Super. Trop juste avec ses 48 ch, il passe à 62 ch en 1958 sur la version Deluxe, légèrement plus longue. Parallèlement, la Crown commence sa carrière aux États-Unis, où la puissance du petit 4 cylindres est jugée encore très insuffisante. Elle s'y retire dès 1960 puis reçoit en 1961, au Japon, un moteur plus gros, un 1,9 litre qui sera repris par la deuxième génération de Crown. Le 1,5 litre terminera, lui, à 66 ch sur une version Custom, venant coiffer la Crown Deluxe.
Quelques Crown ont également été équipées d'un diesel en octobre 1959, ce qui constitue alors une première sur une voiture japonaise. Mais cette version n'atteindra pas le stade de la série.
La Crown première génération, lancée en berline 4 portes, aura aussi droit à une série de variantes sous l'appellation Masterline : en break (Van) et même pick-up simple cabine et cabine allongée.
| Dimensions extérieures | Crown standard | Crown Deluxe | Masterline (Break) |
| ---------------------- | -------------- | ------------ | ------------------ |
| Année de sortie        | 1955           | 1958         | 1959               |
| Longueur (mm)          | 4 295          | 4 365        | 4 415              |
| Largeur (mm)           | 1 680          | 1 695        | 1 680              |
| Hauteur (mm)           | 1 525          | 1 540        | 1 570              |
| Empattement (mm)       | 2 530          | 2 530        | 2 530              |

## Deuxième génération (1962 - 1967)
La deuxième Crown sort en 1962, toujours sous le label Toyopet. Nettement plus longue et plus basse, la nouvelle Crown marque une très nette évolution du style. Elle opère en outre une véritable montée en gamme.
Elle sort avec le 4 cylindres 1,9 litre de 80 ou 90 ch DIN (ou 85 et 95 ch SAE) mais ne s'arrête pas là. Une version luxueuse appelée Crown Eight reçoit en effet un V8 de 115 ch. Environ 3 800 exemplaires de Crown Eight seront produits jusqu'à son remplacement, en 1967, par la Century.
En 1966, faisant la liaison entre ces deux motorisations, la Crown s'équipe d'un 6 cylindres en ligne. Un 2 litres de 105 ch, à partir de 1967, en proposera aussi 125 ch sur la Crown S. Cette même année 1967, elle profitera d'un autre 6 cylindres, un 2,3 litres de 115 ch destiné à l'exportation. En France en 1967, la Crown coûte 14 900 F en berline, lorsque la Citroën DS 19 s'affiche, dans sa finition "normale" à 15 070 F.
La partie transmission demeure assez archaïque : la Crown donne le choix entre deux boîtes manuelles (une trois vitesses + overdrive ou une 4 vitesses) ou une boîte automatique à... deux rapports.
Comme la première Crown, cette deuxième génération est déclinée en berline quatre portes, en break (tous les deux importés en France) ainsi qu'en pick-up. Un cabriolet a même été présenté au Salon de Tokyo de 1963 mais n'est jamais entré en production.
| Dimensions extérieures (en mm) | Crown Berline | Crown Break | Crown Eight |
| ------------------------------ | ------------- | ----------- | ----------- |
| Longueur                       | 4 635         | 4 690       | 4 720       |
| Largeur                        | 1 695         | 1 660       | 1 850       |
| Hauteur                        | 1 460         | 1 470       | 1 460       |
| Empattement                    | 2 690         | 2 690       | 2 740       |

## Troisième génération (1967 - 1971)

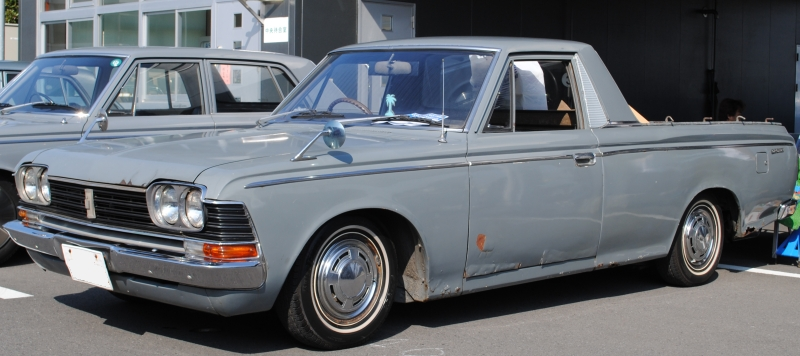
La Crown troisième génération phase 1,
en pick-up.

La troisième génération de Crown aura la vie courte : elle est présentée en août 1967 et sera remplacée dès 1971. Mais elle continue de développer sa gamme et d'asseoir sa réputation de grande berline populaire.
Lors de sa sortie, la Crown est déclinée d'emblée en berline 4 portes et break 5 portes. Le style évolue plus doucement que lors de la précédente génération. La gamme de moteurs, calquée sur le principe américain, est très large :
- Les Crown Four et Owner Special sont équipées d'un 4 cylindres 2 litres de 93 ch SAE, uniquement livrable en boîte manuelle 3 vitesses.
- Les Crown Six et Owner Deluxe reçoivent un 6 cylindres, de 2 litres également, mais affichant 100 ch SAE et proposé en boîte manuelle 3 ou 4 vitesses.
- La Crown Deluxe reprend le même 2 litres 6 cylindres, dans une version 105 ch et propose, en plus, une boîte automatique, désormais à trois vitesses et non plus deux comme sur les Crown précédentes.
- La Crown Super Deluxe n'est livrable qu'en berline, alors que les modèles inférieurs sont aussi proposés en break, et affiche 110 ch.
- La Crown S, toujours avec le même 6 cylindres 2 litres, pousse jusqu'à 125 ch et se dispense du break comme de la boîte manuelle 3 vitesses : au choix donc, boîte manuelle quatre vitesses ou automatique trois rapports.
- Enfin, la Crown 2300 est réservée à l'exportation. Elle s'équipe d'un 6 cylindres 2,3 litres de 115 ch SAE, à boîte manuelle 4 vitesses ou automatique, en berline ou en break.
- Une gamme de Crown taxi est également proposée : ceux-ci sont équipés d'un 2 litres, soit à 4 cylindres et 85 ch, soit à 6 cylindres et 95 ch. Ils peuvent fonctionner au gaz propane (LGP)... ce qui est toujours le cas des taxi Toyota japonais, en 2011.
- Un pick-up complète la gamme sur le marché japonais. Il dispose du 4 cylindres 2 litres de 93 ch.
- À partir de 1968 la gamme est enrichie en plus d'un coupé 2 portes appelé Hardtop, livrable avec la plupart des moteurs, dont le 2,3 litres pour l'exportation.

La Crown Eight à moteur V8 n'est pas reconduite, Toyota ayant lancé fin 1967 un modèle spécifique haut de gamme équipé exclusivement d'un V8, la Century.
La Crown demeure bien sûr une propulsion. Selon le principe des grandes berlines américaines, elle propose six places : trois sur la banquette avant, trois à l'arrière. Elle voit son réservoir à essence porté de 50 à 65 litres par rapport à la génération précédente. Il est ramené ensuite à 60 litres sur le coupé Hardtop qui, lui, ne compte "que" 5 places.
Restylage fin 1969.
Malgré sa courte vie, la Crown troisième génération a droit à un restylage, assez visible au demeurant, toute la calandre étant redessinée et simplifiée : les optiques sont désormais alignées au même niveau que la grille. La berline, le break, le pick-up et le coupé Hardtop sont tous concernés par ce restylage. Les évolutions mécaniques sont assez mineures.
Notons essentiellement la puissance de la Super Deluxe qui passe de 110 à 115 ch SAE tandis que la Crown S de 125 ch n'est plus livrable qu'en coupé Hardtop. Ce coupé restylé partage sa calandre avec celle de la berline pour les modèles destinés à l'exportation, mais dispose d'une grille spécifique pour le Japon, qui évoque vaguement celle de la Ford Capri de la même période.
| Dimensions extérieures (en mm) | Crown Berline | Crown Break | Crown Hardtop |
| ------------------------------ | ------------- | ----------- | ------------- |
| Longueur                       | 4 665         | 4 690       | 4 610         |
| Largeur                        | 1 690         | 1 690       | 1 690         |
| Hauteur                        | 1 445         | 1 470       | 1 420         |
| Empattement                    | 2 690         | 2 690       | 2 690         |

## Quatrième génération (1971 - 1974)

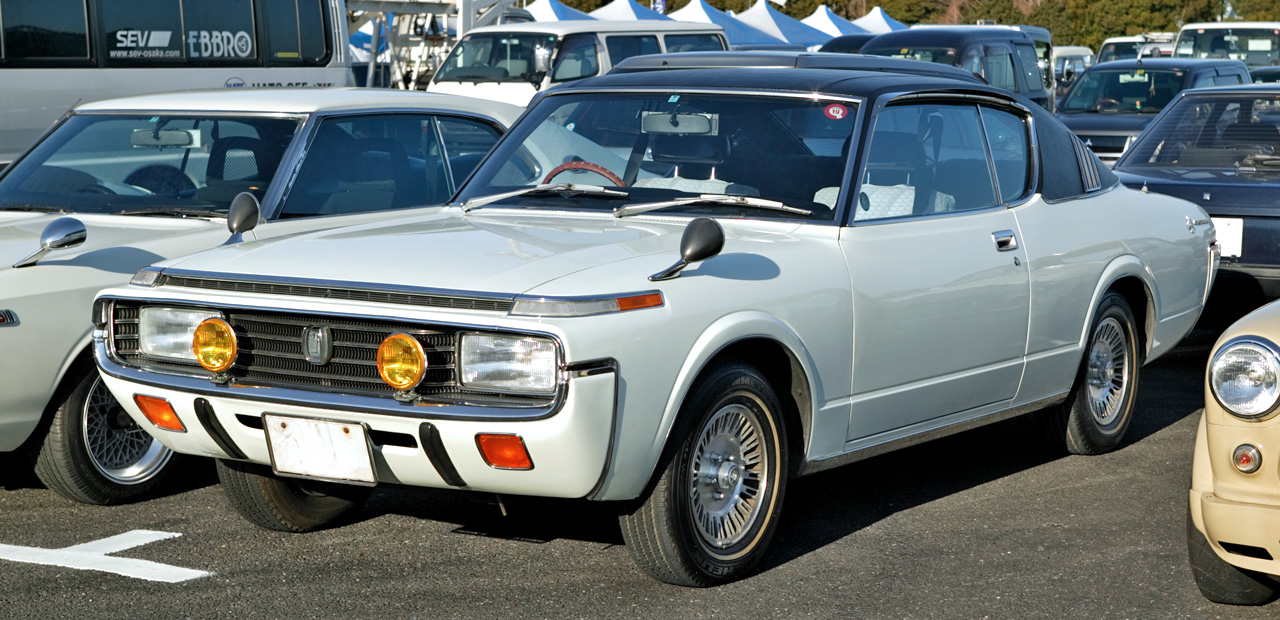
La Crown quatrième génération en hardtop.

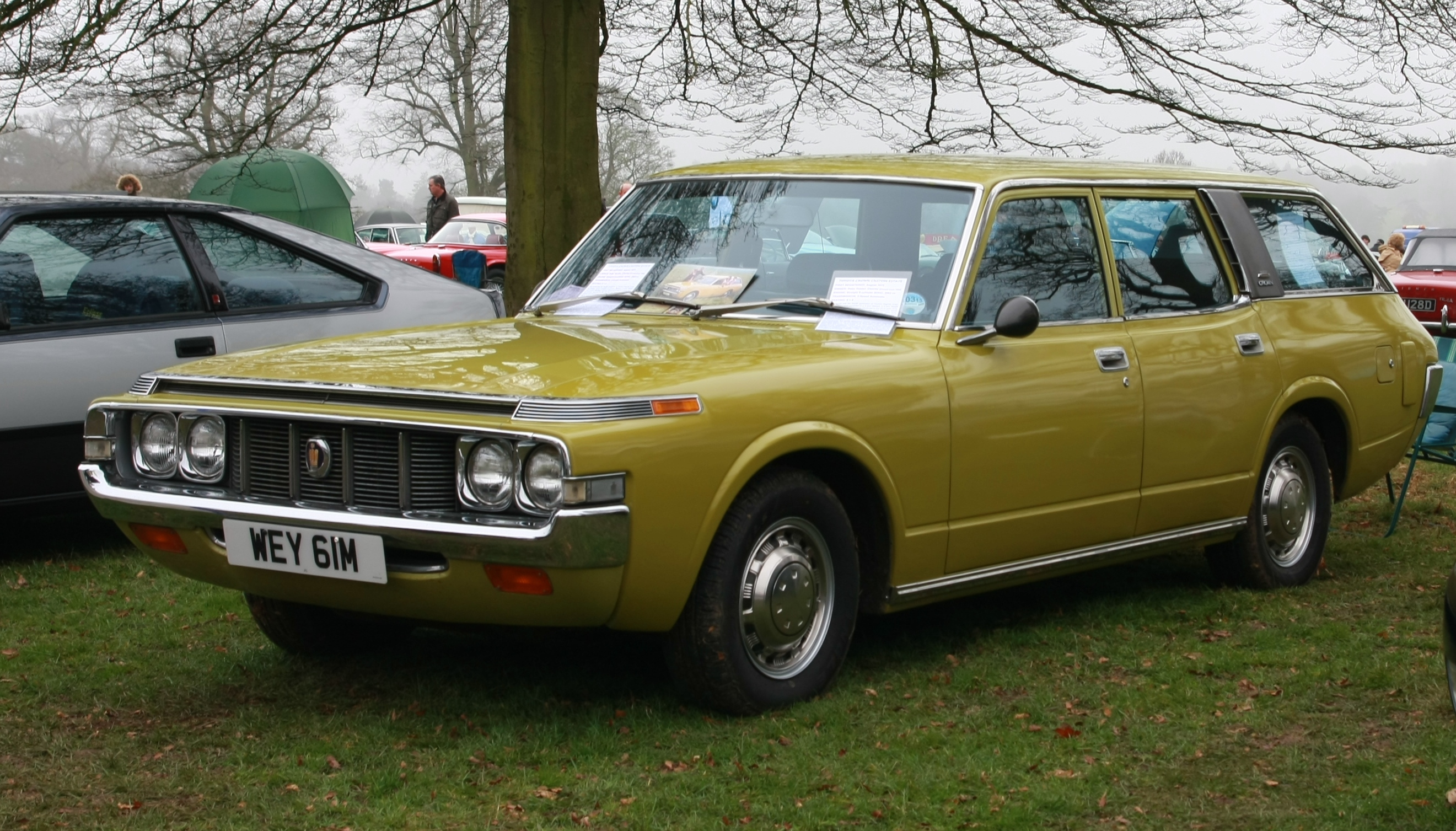
La Crown quatrième génération en break.

Comme la troisième mouture, la quatrième génération de Crown aura la vie assez courte puisque, présentée au printemps 1971, elle sera remplacée fin 1974. Mais cette fois-ci, elle se distingue par son style, plutôt exubérant. Et en particulier par ses clignotants avant installés au-dessus des optiques.
Trois carrosseries sont au menu : berline 4 portes, break 5 portes et le coupé Hardtop, au profil très inspiré de celui de la Ford Mustang de l'époque... comme la toute jeune Toyota Celica. Ce coupé Crown se distingue par ses optiques rectangulaires, le reste de la gamme disposant de quatre phares ronds.
Le 4 cylindres 2 litres de 98 ch SAE constitue toujours l'offre de base mais ne représente plus qu'une petite partie des ventes. Au Japon, l'essentiel de la demande se concentre désormais autour du 6 cylindres en ligne de 2 litres, livrable en trois puissances : 105, 115 ou 125 ch. Pour l'exportation, le 2,3 litres a été remplacé par un 2,6 litres qui affiche désormais 130 ch.
En 1972, la Crown 2.6 est vendue 26 600 F en France en berline, 30 800 F en break et 34 000 F en coupé. À titre de comparaison, une Citroën DS 23 berline s'affiche à 27 600 F tandis qu'une Mercedes 200, à 26 200 F, n'offre que 95 ch, contre 130 pour la Toyota. Une Mercedes de même puissance que la Crown, la 250, coûte, en berline, 33 520 F.
Restylage pour 1973
En février 1973 la gamme Crown profite de petites évolutions esthétiques. Le plus intéressant est plutôt d'ordre technique : en effet, la Crown peut désormais profiter d'une boîte manuelle à 5 vitesses. Celle-ci est proposée sur le 2,6 litres destiné à l'exportation (qui au passage gagne 10 ch) et sur le 2 litres dans sa version la plus puissante, passée de 125 à 130 ch. Ce 2 litres se décline aussi en 115 ch mais plus en 105 ch tandis que le 4 cylindres de 98 ch est reconduit sans modification. Il quittera la scène pour l'année 1974, laissant la Crown quatrième génération terminer sa vie en 6 cylindres.

## Cinquième génération (1974 - 1979)

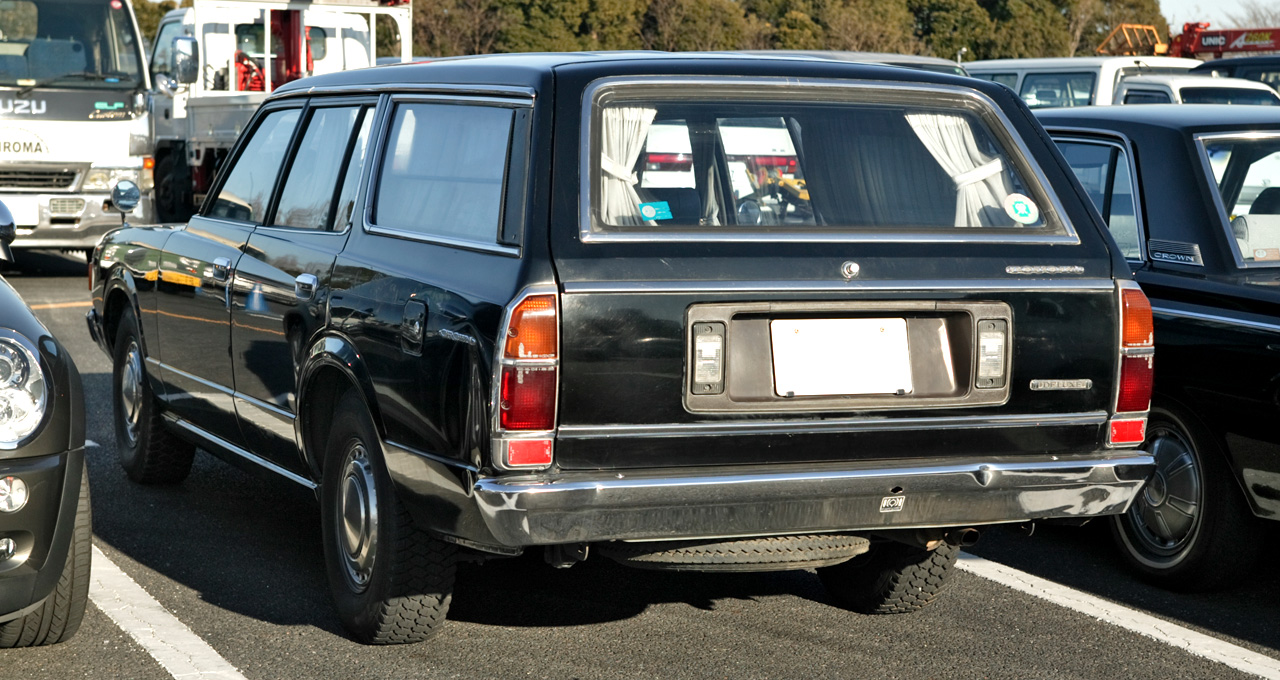
La Crown "5" en break.

La cinquième génération de Crown est présentée en novembre 1974. La ligne perd un peu de sa personnalité... et continuera d'en perdre encore pendant plusieurs générations.
5 carrosseries différentes
Sur l'empattement de la version précédente, la nouvelle venue propose une large gamme de carrosseries : berline 4 portes et break 5 portes bien sûr, mais aussi coupé Hardtop et même berline Hardtop (c'est-à-dire à 4 portes mais sans montant central). À partir de 1978 Toyota fabriquera même en petite série un break allongé à 7 portes reposant sur un empattement étiré de 81 cm. Réservé au marché japonais, il est essentiellement destiné aux administrations, hôtels et aéroports.
Un mot de la règlementation japonaise
Au Japon, la carrosserie de la Crown reste sous les cotes maximales de 4,70 m de long sur 1,70 m  de large pour éviter des taxes plus lourdes. C'est la raison pour laquelle, à l'exportation, la grande Toyota se permet, avec des boucliers différents, d'atteindre 4,74 m. Cette même catégorie limite également à 2 litres la cylindrée, ce qui explique pourquoi le 2,6 litres est réservé à l'exportation.
6 cylindres essence à la sortie
La gamme de moteurs, uniquement des 6 cylindres en ligne (à l’exception de la Crown RS80 qui avait un 4 cylindres type 5R de 2 000 cm3), est proche de la série précédente. Les puissances annoncées au lancement seront revues à la baisse dès l'année suivante. Au Japon, le 2 litres carburateur de 115 ch passe ainsi à 110 en 1975, le même 2 litres avec l'injection passera de 135 à 125 ch et le 2,6 litres destiné à l'exportation sera ramené de 140 à 135 ch SAE ; et même à 116 ch DIN pour l'Europe. Un 2 litres dans une version 81 ch est aussi destiné à l'exportation mais ne sera pas retenu pour la France. Tous ces moteurs sont proposés, selon les marchés, en boîte manuelle 3, 4 ou 5 vitesses ou en automatique à 3 vitesses.
Restylage et diesel
En 1978 apparaît un léger restylage. Il comprend quelques évolutions esthétiques, le fameux break à 7 portes ainsi qu'un diesel, qui marque le retour d'un 4 cylindres sous le capot de la Crown. Il s'agit d'un 2,2 litres sans turbo, de 72 ch permettant modestement à la grande Toyota d'atteindre les 130 km/h.
À partir de 1979 la Crown n'est plus importée en France. Ce modèle reste de toute façon surtout apprécié au Japon et, même pour les États-Unis, Toyota finira par développer une gamme de modèles spécifiques.
| Dimensions extérieures (en mm) | Berline 4 portes | Hardtop 2 / 4 portes | Break 5 portes | Break 7 portes |
| ------------------------------ | ---------------- | -------------------- | -------------- | -------------- |
| Longueur                       | 4 690*           | 4 655                | 4 690          | 5 600          |
| Largeur                        | 1 690            | 1 690                | 1 690          | 1 690          |
| Hauteur                        | 1 440            | 1 415                | 1 480          | 1 480          |
| Empattement                    | 2 690            | 2 690                | 2 690          | 3 500          |

## Sixième génération (1979 - 1983)

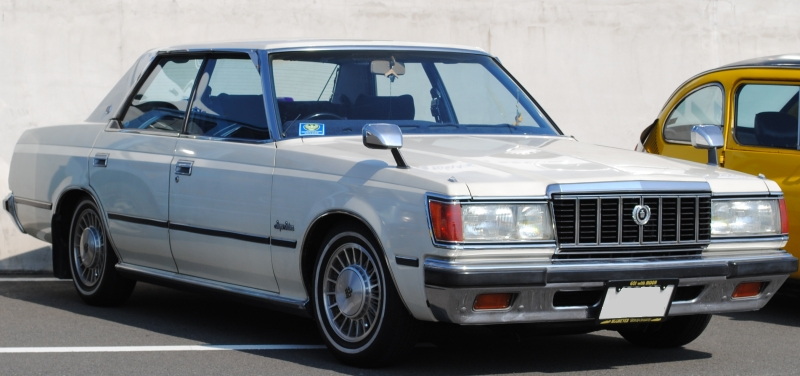
La Crown "6" phase 2.

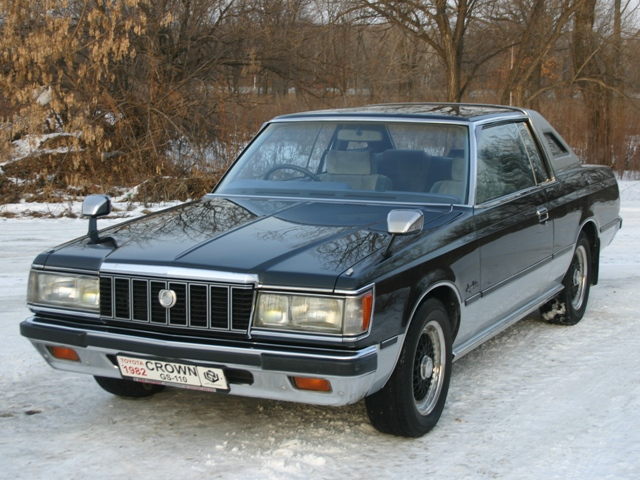
La Crown
Hardtop Coupé.

Les Crown faisant en moyenne peau neuve tous les quatre ans, la sixième génération arrive en septembre 1979. Elle repose, comme la précédente, sur l'empattement de la quatrième génération, de 2,69 m, et le réservoir d'essence de 72 litres est conservé. Il s'agit donc davantage d'un recarrossage que d'un tout nouveau modèle.
La gamme de lancement
Techniquement, les choses évoluent d'ailleurs assez peu... dans un premier temps en tout cas. La gamme de lancement se compose du sempiternel 6 cylindres 2 litres pour le marché japonais, en 110 ch à carburateur ou 125 ch avec l'injection. Pour l'exportation, le 2,6 litres laisse toutefois place à un 2,8 litres de 145 ch SAE. Celui-ci reste à 116 ch en Europe puis remonte à 128 ch à partir de 1982, et même 135 ch pour le marché suisse. Le 4 cylindres 2,2 litres diesel de 72 ch est repris sans modification. Il descend même à 66 ch sur les quelques marchés européens qui l'importent. Enfin, la boîte automatique gagne un overdrive, une vitesse "longue" équivalent à une quatrième vitesse.
La gamme de carrosserie est la même que précédemment : classique berline à 4 portes, break à 5 portes et sa version allongée à 7 portes, et versions Hardtop sans pied central, en coupé et berline.
De nouveaux moteurs au fil des années.
Le diesel est rapidement doté d'un turbo et passe de 72 à 88 ch. En 1980, Toyota équipe aussi son petit 6 cylindres essence d'un turbo. La puissance passe ainsi de 125 à 145 ch. Cette version, réservée au marché japonais, est, avec ses 4,86 m, la première des Crown à dépasser les 4,70 m de long imposés à cette catégorie dans le pays, et doit donc supporter des taxes supplémentaires. Le 2,8 litres d'exportation, lui, profite du restylage de la gamme en août 1981 pour recevoir un double arbre à cames. La puissance passe donc de 145 ch pour le "simple arbre" (qui demeure au catalogue) à 170 ch. Puis en août 1982, le 2,2 litres turbo diesel est remplacé par un 2,4 litres qui affiche cette fois 96 ch mais qui reste un 4 cylindres.
Aucune Crown sixième génération n'a été importée par Toyota France. Et plus aucune Crown ne le sera.
| Dimensions extérieures (en mm) | Berline 4 portes | Hardtop 2 / 4 portes | Break 5 portes | Break 7 portes |
| ------------------------------ | ---------------- | -------------------- | -------------- | -------------- |
| Longueur                       | 4 690*           | 4 690                | 4 860          | 5 600          |
| Largeur                        | 1 690            | 1 690                | 1 690          | 1 690          |
| Hauteur                        | 1 435            | 1 415                | 1 500          | 1 500          |
| Empattement                    | 2 690            | 2 690                | 2 690          | 3 500          |

## Septième génération (1983 - 1988)

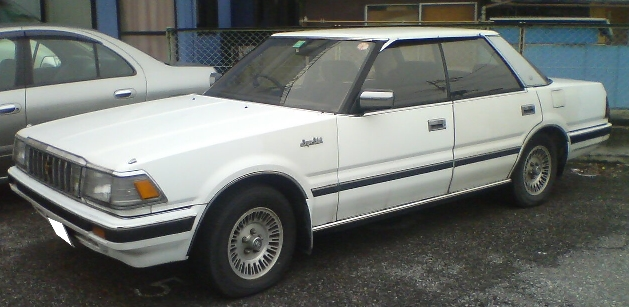
La Crown "7" phase 2.

Style plus classique que jamais pour la septième génération de Crown. Malgré une ligne qui semble proche de celle du modèle précédent, la plate-forme est réactualisée et repose sur un empattement de 2,72 m. Et surtout, la Crown offre maintenant, pour le bien-être des occupants et pour un meilleur comportement, quatre roues indépendantes, l'essieu arrière rigide ayant été mis au rancart. La structure reste toutefois à l'ancienne, avec un châssis séparé et toujours pas de châssis monocoque.
La gamme au lancement
La nouvelle Crown retrouve ses carrosseries berline 4 portes, Hardtop 4 portes (sans pied milieu) et break 5 portes. Les Coupé et break 7 portes ne sont pas reconduits.
La gamme de moteurs au départ reste assez proche de la série précédente. On retrouve donc le 6 cylindres en ligne essence de 2 litres en 125 ch à injection et 145 ch avec un turbo. Et, au-dessus, le 2,8 litres de 175 ch (au Japon), qui affiche 170 ch en Europe. Ce dernier n'est livrable qu'en berline. Les deux diesels 4 cylindres sont aussi repris sans changement : le 2,2 litres atmosphérique de 72 ch et le 2,4 litres turbo de 96 ch, le premier étant destiné à l'exportation, le second étant réservé au Japon.
Au Japon, les Crown 2 litres essence restent dans les cotes "règlementaires" des grandes berlines non surtaxées, à savoir moins de 4,70 m de long et moins de 1,70 m de large. La version 2,8 litres appelée Royal Saloon, dépassant de fait les 2 litres eux aussi règlementaires, se permet de prendre ses aises : elle atteint 4,86 m de long grâce à ses optiques avant et arrière inclinées et des boucliers plus effilés, sur 1,72 m de large.
Toyota propose également toujours des versions fonctionnant au gaz (LPG) destinées aux taxis.
Restylage et évolutions techniques
À mi-carrière, en septembre 1985, la Crown bénéficie de quelques retouches esthétiques, s'accompagnant de modifications techniques. Arrive tout d'abord une version 24 soupapes du 2 litres à injection, qui affiche 160 ch, sans turbo. Puis, une autre version de ce 2 litres affichera ensuite également 160 ch, cette fois grâce à un compresseur mécanique, et qui succédera au turbo de 145 ch.
Quant au 2,8 litres, il est remplacé par un 3 litres, toujours à 6 cylindres en ligne. Ce moteur qui développe 190 ch sur le marché japonais en affiche 170 à l'exportation, et seulement 128 ch lorsqu'il retrouve une culasse à un seul arbre à cames.
On note aussi la réapparition d'un 2 litres (6 cylindres) de base à 105 ch pour le marché japonais, ainsi que le retour d'un 4 cylindres 2 litres essence pour l'exportation, dépourvu d'injection et affichant seulement 88 ch.
Enfin, le diesel atmosphérique adopte les 2,4 litres de cylindrée du bloc turbo et passe de 72 à 80 ch. Le turbo diesel lui, offre toujours 96 ch en boîte manuelle, mais pousse jusqu'à 105 ch en automatique.
La huitième génération de Crown est dévoilée dès octobre 1987 mais les deux versions vont cohabiter quelque temps et la Crown "7" ne se retirera que courant 1988.

## Huitième génération (1987 - 1999)

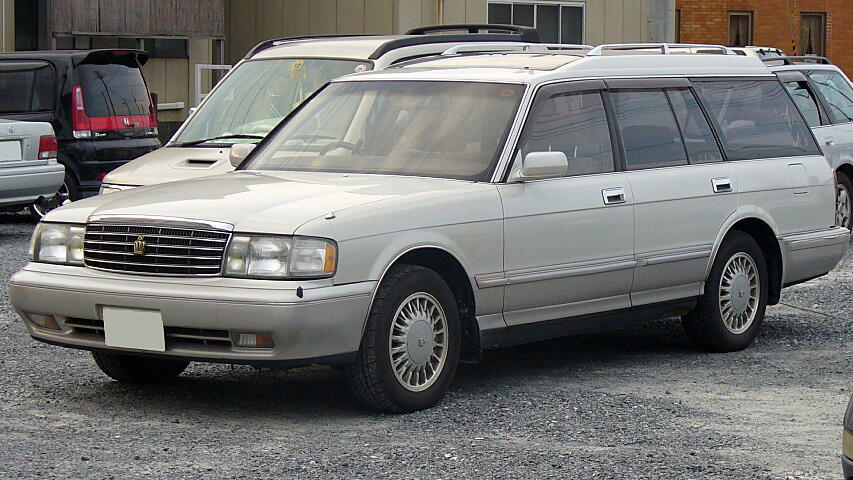
La Crown "8" en break, produite jusqu'en 1999.

La Crown qui arrive à l'automne 1987, huitième du nom, est un modèle charnière. Il s'agit d'abord de la dernière Crown à châssis séparé. Mais elle jouera les prolongations aux côtés des générations suivantes puisque le break ne se retirera qu'en 1999, soit après 12 ans de carrière.
Le modèle sort fin 1987 sous ses habituelles carrosseries : berline 4 portes, Hardtop 4 portes (dont le style passera mieux les années que les autres variantes) et break.
La gamme de départ se compose ainsi : le bon vieux 6 cylindres en ligne de 2 litres, en 105 ch dans une version de base (100 ch sur le break), mais aussi en 140 ch, en 160 ch avec deux arbres à cames en tête, 170 ch avec le compresseur et, enfin, 110 ch en version à gaz. Le 3 litres est également reconduit, en 190 ch. En diesel, le 4 cylindres 2,4 litres propose 73 ch en atmosphérique (76 sur le break), 85 ch en turbo à boîte manuelle et 94 ch en turbo boîte automatique. Pour certains marchés d'exportation, un 4 cylindres 2 litres essence de 82 ch reste au catalogue. En août 1989 la Crown retrouve un V8, son premier depuis 1967. Un 4 litres de 260 ch emprunté à la grande Celsior le nom au Japon de la Lexus LS.
La finition Royal Saloon, associée au 3 litres mais aussi au V8 et à certains 2 litres, dépasse comme précédemment les dimensions règlementaires de la catégorie (4,70 m de long sur 1,70 m de large). Elle se voit donc infliger une surtaxe mais profite de cotes extérieures plus généreuses, assurant une ligne plus harmonieuse.
Premier restylage en 1990.
En 1990, quelques modifications esthétiques s'accompagnent d'une gamme revue. Le 4 cylindres essence 82 ch est conservé. Il est désormais le seul moteur essence à deux soupapes par cylindres. Tous les autres en comptent quatre. Le 6 cylindres 2 litres se décline en 135 ch (ou 130 en break), 150 ch et, avec le compresseur, 170 ch. Le 3 litres passe à 200 ch alors que les V8 et diesels n'évoluent pas.
Deuxième restylage en 1991.
La Crown neuvième génération arrive sur le marché, mais étant positionnée davantage haut de gamme sous une nouvelle appellation Crown Majesta, la huitième mouture reste au catalogue. Et pour mieux résister aux années qui passent, elle s'offre un restylage, avec une calandre un peu plus moderne, davantage dans l'esprit de celle de la nouvelle, et une gamme de moteurs dépoussiérée. On note ainsi un 6 cylindres 2,5 litres de 180 ch tandis que le vieux 3 litres est remplacé par un autre 6 cylindres en lignes, de 3 litres aussi, mais tout nouveau, de 230 ch, que l'on retrouve sur la nouvelle Crown Majesta et la Toyota Aristo (la Lexus GS).
En 1995, la berline sera recarrossée, pour devenir la Crown dixième génération, toujours sur un châssis séparé et non sur la récente structure monocoque de la Crown Majesta... qui restera au catalogue. Le break huitième génération, lui, terminera sa carrière en 1999 après un dernier restylage.
| Dimensions extérieures (en mm) | Berline standard | Berline Royal | Break |
| ------------------------------ | ---------------- | ------------- | ----- |
| Longueur                       | 4 690            | 4 860         | 4 690 |
| Largeur                        | 1 695            | 1 755         | 1 695 |
| Hauteur                        | 1 410            | 1 410         | 1 550 |
| Empattement                    | 2 730            | 2 730         | 2 730 |

## Neuvième génération (1991 - 1995)
Pendant que la Crown huitième génération (type S130) poursuit sa carrière et se voit restylée, arrive une nouvelle Crown (S140), qui prend l'appellation Crown Majesta et vient jouer les versions de luxe de la gamme. Les deux générations cohabitent donc. On peut considérer que la Crown 8 devient Crown 9 avec son restylage et se mêle à la Crown Majesta (qui, au demeurant, est aussi la Crown Majesta première génération...). Sauf que cette Majesta diffère radicalement de la gamme "populaire" de la Crown.
En effet, et pour la première fois de cette longue lignée de modèles, la structure profite désormais (et enfin) d'un châssis monocoque. Elle partage cette plate-forme avec la Toyota Aristo, qui deviendra, chez Lexus, la GS. Mais alors que celle-ci doit son style à la maison italienne Giuigiaro, la Crown Majesta reste dessinée au Japon, en interne, et se destine à une carrière désormais exclusivement asiatique, et en grande partie japonaise.
Livrée seulement sous sa carrosserie la plus élégante Hardtop 4 portes (sans montants de portières), la Crown Majesta ne mise que sur des moteurs raffinés et huppés, partagés avec l'Aristo. Elle propose un effet un nouveau 6 cylindres en ligne 3 litres de 230 ch (décliné ensuite en 220 ch) ou le V8 4 litres de 260 ch. Rien en dessous de ces généreuses mécaniques. Plus de boîte manuelle, la Crown Majesta ne se goûte plus qu'en automatique. Au fil des années, la clientèle Japonaise s'est de toute façon progressivement détournée des boîtes manuelles, à plus forte raison dans cette catégorie.
Autre nouveauté technique importante arrivant sur cette génération de Crown : la possibilité, sur la version V8, de bénéficier de quatre roues motrices à partir d'octobre 1992.
Rappelons donc qu'en parallèle, la série S130 de la Crown, lancée en 1987, poursuit sa carrière en berline 4 portes "standard", berline 4 portes Hardtop et break.

## Dixième génération (1995 - 1999)
La Crown lancée à l'automne 1995, type S150, ne remet que partiellement sa gamme à jour. En effet, une partie de la gamme, baptisée Sedan (ou Crown Comfort, davantage destinée aux taxis), demeure élaborée sur l'ancien châssis séparé tandis que la luxueuse Majesta évolue peu. En revanche, le cœur de gamme composé par les Royal Saloon et Athlete change radicalement puisque la plate-forme fait désormais et à son tour appel à un châssis monocoque, permettant un allègement de la masse d'environ 100 kg. Cette plate-forme est partagée avec la Toyota Mark II contemporaine de cette génération de Crown.
Enfin, le break lancé en 1987 poursuit sa carrière, régulièrement restylé mais sans être totalement renouvelé.

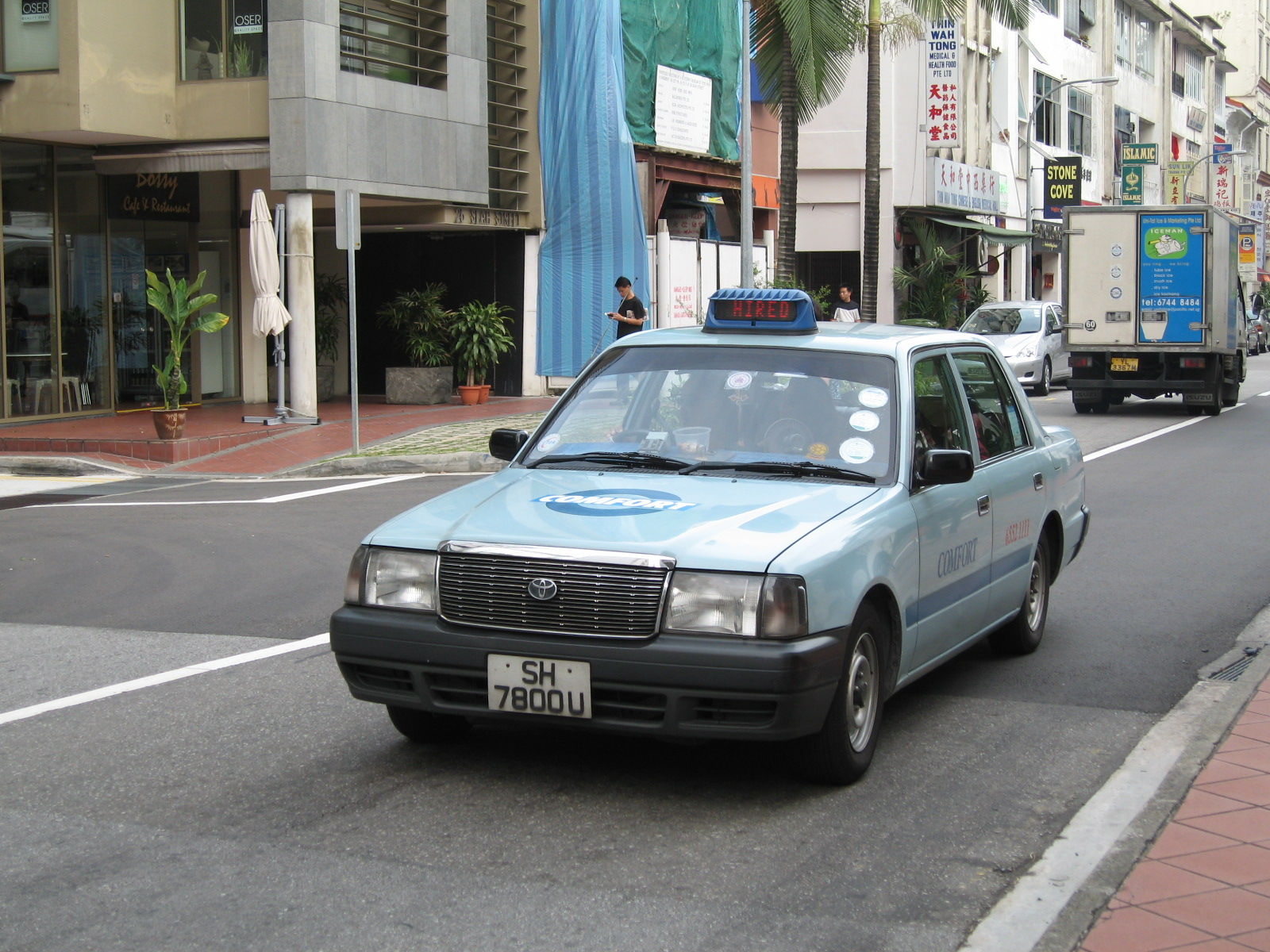
Taxi Crown Confort à Singapour

*La Crown Sedan avec sa silhouette vieillotte et son châssis séparé va progressivement presque devenir officiellement la voiture préférée des taxis japonais, notamment dans sa version "Crown Comfort" dont la partie arrière du pavillon presque verticale assure une bonne garde au toit pour les passagers arrière. Elle partage ce marché avec les Nissan Cedric et Crew, mais nettement moins représentées qu'elle, surtout dans les rues de Tokyo. Ces taxis ont la particularité de disposer d'une porte arrière gauche actionnée électriquement (tant à l'ouverture qu'à la fermeture) par le chauffeur. Cette version un peu désuète s'équipe dans ce cas d'un 4 cylindres 2 litres de 79 ch fonctionnant au gaz (LPG). La Crown Sedan (dont la silhouette est donc un peu plus élégante) existe aussi un 6 cylindres de même cylindrée fonctionnant également au gaz et affichant 110 ch, puissance qui passe à 135 ch en version essence. Des moteurs plus puissants qui permettent aussi à la Sedan de faire une carrière dans les administrations. Si l'essentiel des ventes de la Crown Sedan s'effectue en boîte automatique à 4 rapports, Toyota propose toujours également une boîte manuelle à 5 vitesses.

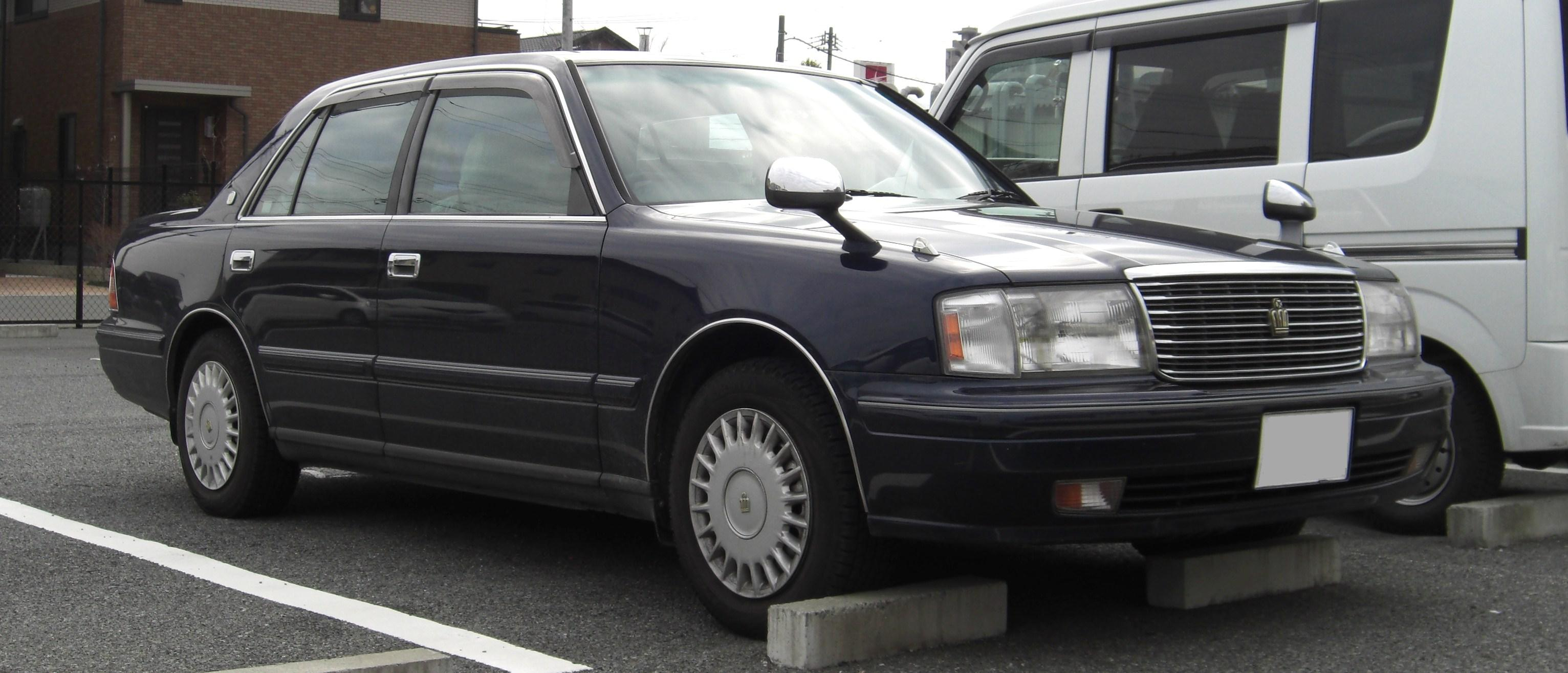
La très classique
Crown Sedan.

- Les Crown Royal Saloon et Crown Athlete sont équipées de 6 cylindres à essence, un 2,5 litres 179 ch et un 3 litres 220 ch, mais aussi du vieux 4 cylindres diesel 2,4 litres (également installé sur le break ancienne génération) de 85 ch en atmosphérique ou 97 ch en turbo. Ce moteur reste proposé en boîte manuelle 5 vitesses ou automatique à 4 rapports, les Crown essence ne disposant que de boîtes automatiques, à 4 ou 5 vitesses.
- La Crown Majesta poursuit sa carrière avec le 6 cylindres essence 3 litres (220 ch) ou le V8 4 litres (265 ch). Ce dernier reste encore le seul bloc de la gamme à pouvoir être livré en propulsion ou quatre roues motrices.

| Dimensions extérieures (en mm) | Crown Sedan | Crown Royal & Athlète | Crown Majesta | Crown Estate (ancien) |
| ------------------------------ | ----------- | --------------------- | ------------- | --------------------- |
| Longueur                       | 4 860       | 4 820                 | 4 900         | 4 860                 |
| Largeur                        | 1 720       | 1 760                 | 1 795         | 1 725                 |
| Hauteur                        | 1 440       | 1 425                 | 1 425         | 1 550                 |
| Empattement                    | 2 730       | 2 780                 | 2 780         | 2 730                 |

## Onzième génération (1999 - 2003)

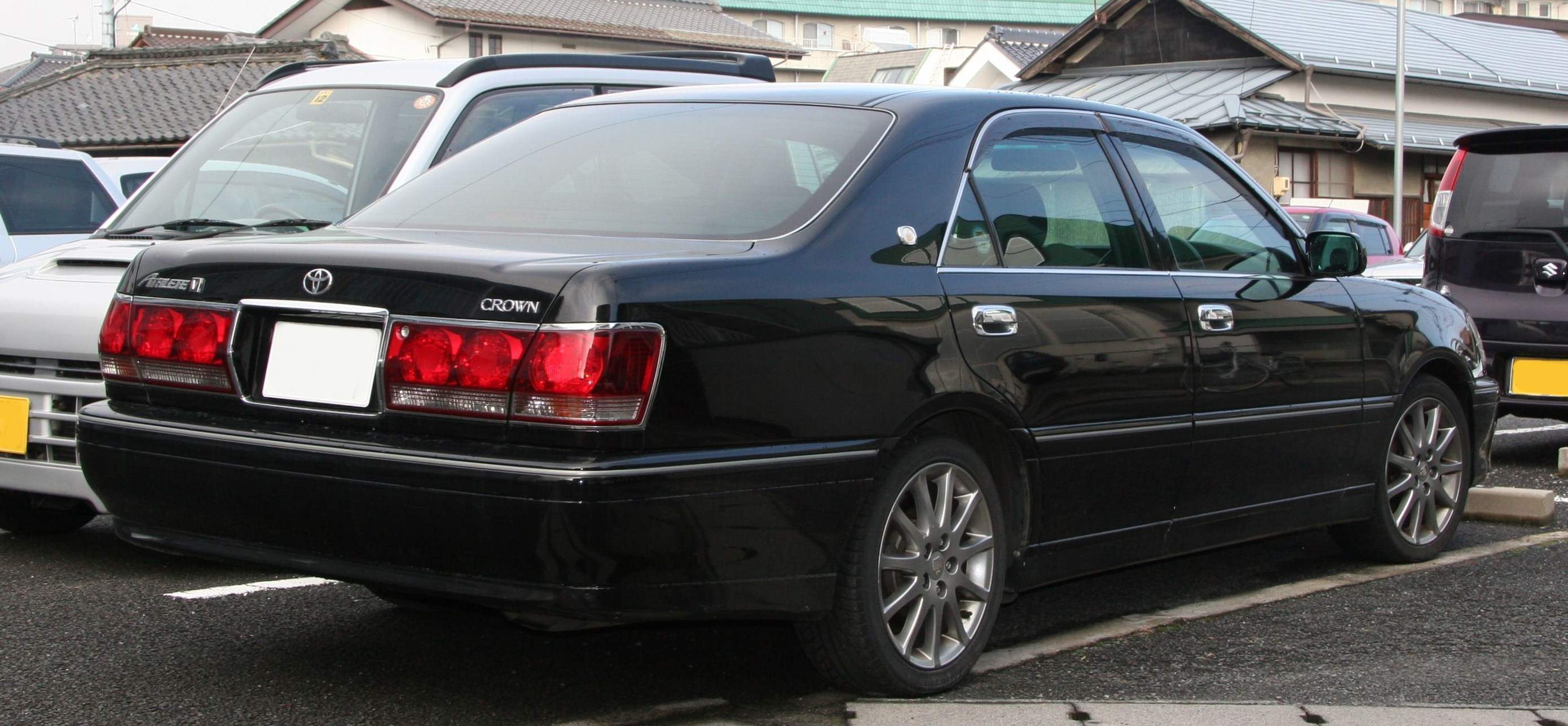
Vue arrière de
la Crown Athlete.

Lancée en septembre 1999, la onzième génération de Crown est réservée au marché japonais. La grande Toyota sort d'abord en berline mais sera cette fois-ci secondée par un break Estate à partir de 2000, qui restera d'ailleurs au catalogue plus longtemps que la berline lorsque la douzième génération (privée de break) sera en place.
La large gamme débute par les versions Comfort, Crown Comfort et Crown Sedan, reprises de la génération précédente, déclinaisons plutôt basiques essentiellement destinées aux taxis, et toujours sur le marché japonais en 2011, sans modification depuis cette époque. Si la Crown Sedan peut profiter d'un 6 cylindres 2 litres de 160 ch, l'essentiel de ces Crown reçoit un 4 cylindres 2 litres de 79 ch fonctionnant au gaz. La version Comfort (carrément débarrassée de l'appellation Crown) repose sur un empattement de 2,68 m, les deux autres sur une base de 2,785 m.
Le cœur de la gamme Crown repose toutefois toujours sur les Royal Saloon et Athlete. Celles-ci, plus modernes d'apparence, disposent d'un empattement de 2,78 m et reçoivent uniquement des 6 cylindres en ligne à essence. Un 2,5 litres 200 ch et un 3 litres 220 ch pour la première, auquel s'ajoute un 2,5 litres turbo de 280 ch sur la seconde.
Enfin, coiffant la gamme, la Crown Majesta, plus volumineuse, dispose aussi du 6 cylindres 3 litres de 220 ch mais aussi du V8 4 litres 280 ch de la Celsior (autrement dit, de la Lexus LS 400).
Toutes les Crown sont équipées d'une boîte automatique, à 4 ou 5 rapports selon les versions et, à part les versions 2 litres, toutes peuvent disposer d'une transmission intégrale.
Conformes à la législation japonaise en vigueur, ces modèles ne dépassent pas 280 ch en puissance maxi et disposent tous d'une bride électronique limitant la vitesse de pointe à 180 km/h.
| Dimensions extérieures (en mm) | Comfort | Crown Comfort & Sedan | Crown Royale | Crown Athlète | Crown Majesta |
| ------------------------------ | ------- | --------------------- | ------------ | ------------- | ------------- |
| Longueur                       | 4 590   | 4 695                 | 4 820        | 4 820         | 4 900         |
| Largeur                        | 1 695   | 1 695                 | 1 765        | 1 765         | 1 795         |
| Hauteur                        | 1 515   | 1 515                 | 1 465        | 1 455         | 1 455         |
| Empattement                    | 2 680   | 2 785                 | 2 780        | 2 780         | 2 800         |

## Douzième génération (2003 - 2008)
Répondant au nom de code S180, la douzième Crown, est annoncée fin 2003 par un concept car, la Zero Crown. La version de série sort peu après et commence réellement sa carrière au début de 2004. Sa ligne se fluidifie et affiche un très bon coefficient aérodynamique (Cx) de 0,27.
La gamme va désormais à l'essentiel : plus de diesel depuis fort longtemps, plus de 4 cylindres non plus. Uniquement du V6 (succédant aux vieux 6 cylindres en ligne) et du V8, une seule carrosserie (berline), et un seul type de transmission, automatique.
La Crown "12" sort avec deux V6 sur la Royal Saloon : un 2,5 litres de 215 ch et un 3 litres de 256 ch. Ainsi qu'un V8 sur la Majesta, le 4,2 litres de 280 ch commun à la Toyota Celsior, c'est-à-dire la Lexus LS 430. Le "petit" 2,5 litres dispose d'une boîte automatique 5 vitesses, le reste de la gamme passant à six. En octobre 1985, le 2,5 litres aura droit au même traitement mais les versions 4WD V6 resteront avec 5 vitesses. En 2005 également, la Crown Athlete profite de la levée de l'interdiction pour les voitures japonaises au Japon de ne pas dépasser les 280 ch pour offrir, avec son 3,5 litres, 315 ch.
Un autre événement marquera l'année 2005 pour la Crown : sa production démarre en effet alors en Chine. C'est la première fois de sa très longue histoire que la grande berline Toyota est ainsi construite en dehors de son pays d'origine. Cette production en Chine est bien sûr destinée au marché local, les Crown vendues aux clients Japonais restant toujours fabriquées au Japon.
Les versions Comfort, Crown Comfort et Crown Sedan, issues de la génération 1995, poursuivent parallèlement leur carrière sans modification.

## Treizième génération (2008 - 2012)
Cette génération de la Crown est sortie en 2008. La gamme, qui n'existe qu'en berline 4 portes, se compose alors de quatre versions principales auxquelles s'ajoutent les anciennes Comfort, Crown Comfort et Crown Sedan :
- Crown Royal : malgré son appellation, c'est la version d'accès à la gamme. Le prix de base est de 3 450 000 ¥ (prix en août 2011), soit légèrement en dessous du ticket d'entrée de la Crown Athlete (3 550 000 ¥), et elle monte moins haut en gamme. Elle propose au choix deux V6 essence, un 2,5 litres de 203 ch ou un 3 litres de 256 ch. Ces deux moteurs sont livrables en propulsion ou quatre roues motrices et sont systématiquement associés à une boîte automatique à 6 vitesses.
- Crown Athlete : version plus dynamique, située légèrement au-dessus de la Royal. Le moteur de base est le même (2,5 litres, 203 ch) mais le second V6 est plus gros : il s'agit d'un 3,5 litres de 315 ch. Comme la Royal, la Crown Athlete est livrable en propulsion ou intégrale et dispose d'une boîte automatique à 6 vitesses.
- Crown Hybrid : il s'agit d'une version hybride essence-électrique. Le V6 3,5 litres développe ici 296 ch et s'accouple à un moteur électrique de 200 ch. La boîte de vitesses est spécifique et à variateur. La Crown Hybrid est exclusivement une propulsion.
- Crown Majesta : version haut de gamme, dont la carrosserie est plus longue que le reste de la gamme (4,99 m au lieu de 4,87 m) et, surtout, qui reçoit un V8 essence. Il s'agit, en propulsion, d'un 4,6 litres de 347 ch associé à une boîte automatique à 8 vitesses ou, en intégrale, d'un 4,3 litres de 280 ch avec cette fois une automatique à 6 vitesses.
- Les Comfort, Crown Comfort et Crown Sedan, destinées essentiellement aux administrations et taxis poursuivent leur carrière commencée en 1995 sans modification.

## Quatorzième génération (2012 - 2018)
La quatorzième génération de Crown a été présentée le 25 décembre 2012 au Japon.
La gamme de lancement se compose versions Royale et Athlete.
La Royale est disponible en version hybride électrique-essence (moteur 4 cylindres 2,5 litres) ou en V6 essence de 2,5 litres (203 ch) à boîte automatique 6 vitesses. Seule cette version 2,5 litres est disponible en quatre roues motrices.
La Crown Athlete est disponible également en hybride (identique à la Royale), ou en V6 essence. Il s'agit du même 2,5 litres que la Crown Royale, auquel s'ajoute un 3,5 litres de 315 ch, associé à une boîte automatique à 8 vitesses.
La version Majesta à moteur V8 reste, pour l'année 2013, sous la forme de la précédente Crown.
Par ailleurs, la nouvelle gamme de Crown ne remplace pas l'ancienne Crown Sedan, toujours appréciée au Japon par les compagnies de Taxi.

## Quinzième génération (2018 - 2022)
La quinzième génération de Crown a été commercialisée le 26 juin 2018 au Japon.

### Caractéristiques techniques
La Toyota Crown peut recevoir les motorisations suivantes :
- 4 cylindres 2.0 turbo 245 ch
- 4 cylindres hybride 2.4 194 ch
- V6 3.5 300 ch